# Шамберьер
Шамберьер (от фр. chambrière) — это длинный гибкий хлыст с рукояткой, который используют дрессировщики лошадей в цирке или на манеже, чтобы подавать визуальные сигналы без непосредственного контакта. Считается гораздо более гуманным способом дрессировки, чем бич или плеть. Обычно прорезиненный и длиной около 150-200см.

## Этимология
Массовое использование слова началось в XIX веке с развитием цирков и показных выступлений. Русское слово происходит от французского chambrière – горничная, но в язык вошло без буквального значения. Упоминания встречаются в литературе XIX-XX века дрессировщика животных В.Л.Дурова, где он указывает цирковой свинье направление.